# Pimpla ichneumoniformis
Pimpla ichneumoniformis är en stekelart som beskrevs av Cresson 1874. Pimpla ichneumoniformis ingår i släktet Pimpla och familjen brokparasitsteklar. Inga underarter finns listade i Catalogue of Life.